# Raionul Liuboml, Volînia
Liuboml (în ucraineană Любомльський район, transliterat: Liubomlskîi raion) este un raion în regiunea Volînia, Ucraina. Reședința sa este orașul Liuboml.

## Demografie
Componența lingvistică a raionului Liuboml
     Ucraineană (99,11%)
     Alte limbi (0,85%)
Conform recensământului din 2001, majoritatea populației raionului Liuboml era vorbitoare de ucraineană (99,11%), existând în minoritate și vorbitori de alte limbi.